# 7359 Messier
7359 Messier (1996 BH) là một tiểu hành tinh vành đai chính được phát hiện ngày 16 tháng 1 năm 1996 bởi Miloš Tichý ở Klet. Nó được đặt theo tên nhà thiên văn học Pháp Charles Messier (1730–1817).